# Омар Маклеод
Омар Маклеод (англ. Omar McLeod, нар. 25 квітня 1994, Кінгстон, Ямайка) — ямайський легкоатлет, що спеціалізується на бігу з бар'єрами, олімпійський чемпіон 2016 року.

## Виступи на Олімпіадах
| Олімпіада | Дисципліна                    | Місце |
| --------- | ----------------------------- | ----- |
| Ріо 2016  | біг на 110 метрів з бар'єрами | 1     |